# آلبرت آپونیی
گراف آلبرت آپّونْیْی (به مجاری: Apponyi Albert) (زاده ۲۹ مه ۱۸۴۶ در وین درگذشته ۷ فوریه ۱۹۳۳ در ژنو) سیاستمدار، وزیر، عضو شورای خصوصی داخلی، زمیندار، عضو هیئت مدیرهٔ فرهنگستان علوم مجارستان و رئیس آکادمی سنت ایشتوان از ‎۱۹۲۱ – ۱۹۳۳ بود. او سر هیئتی بود که برای جلسهٔ موافقت‌نامه‌های حومه پاریس در ۱۹۲۰ حضور پیدا کردند. بخشی از سخنرانی او این سؤال را مطرح می‌کرد: «آیا مجارستان باید در موقعیتی قرار بگیرد که بین پذیرش یا امتناع این صلح [پیمان تریانون] یکی را انتخاب کند؟ در این صورت سؤال اینجاست که آیا او باید برای فرار از مرگ طبیعی خودکشی کند؟».
دانشگاه‌ها، دانشمندان و گروه‌های سیاسی مختلف در مجارستان وی را بین سال‌های ‎۱۹۱۱–۱۹۳۲ پنج بار نامزد دریافت جایزه نوبل کردند، که ناموفق بود. هم‌عصران وی او را بزرگترین مجار زنده می‌نامیدند.

## منبع به بیرون
- سخنرانی آلبرت آپونیی در پاریس، ژانویه ۱۹۲۰ (به فارسی)
- A beszéd - Apponyi a magyar ügy védelmében در یوتیوب (مستند سخنرانی به مجاری)